# Белоока чайка
Белооката чайка (Ichthyaetus leucophthalmus) е вид малка птица от семейство Чайкови (Laridae). Това е един от най-редките видове чайки на света, с популация от 4 000 – 6 500. Видът е почти застрашен от изчезване.

## Разпространение
Видът е ендемичен за Червено море.